# Božena Němcová
Božena Němcová (pronunciat en txec AFI:  ['bo.ʒɛ.na 'ɲɛm.tΡso.vaː]) (Viena, 4 de febrer de 1820 - Praga, 21 de gener de 1862) va ser una de les més importants novel·listes txeques del realisme txec, coneguda universalment per la publicació de la seva novel·la Babička (L'àvia), el 1855. És considerada una de les figures més destacades del renaixement nacional txec.

## Trajectòria
D'origen humil, era filla d'un cotxer i una criada, tots dos pertanyents al servei de Wilhelmine von Sagan, duquessa de Sagan; i, en realitat, potser era filla «il·legítima» d’un aristòcrata o d'una princesa, perquè el misteri dels seus orígens es manté al llarg del temps. Božena Němcová va passar sempre problemes econòmics. Als 17 anys es va casar amb Josef Nemec, un funcionari estatal que tenia quinze o vint anys més que ella i que no va entendre ni correspondre mai les seves inquietuds culturals.
Božena va ser una incansable activista del nacionalisme txec, que tenia per objecte la secessió d'aquest poble del si de l'Imperi austrohongarès, raó per la qual va patir represàlies polítiques l'endemà la Primavera Popular de 1848, en un període en què, després del fracàs de la revolució, la monarquia austríaca es va regir per un ideari absolutista. El seu marit, també patriota txec, va ser destituït del seu càrrec, cosa que va provocar que el matrimoni es veiés desposseït de mitjans de subsistència.
Entre 1842 i 1845 la família va anar a viure a Praga i també hi visqué ella en la dècada de 1950, mentre el seu marit era a Hongria. En aquests anys tingué ocasió d'establir contacte amb els cercles intel·lectuals i conèixer i tractar artistes coetanis. També va col·laborar en revistes. Els seus amics la van animar a escriure i publicar els seus contes de fades, tant els que guardava a la memòria i que coneixia des de la infantesa, com els que havia llegit en col·leccions alemanyes de contes de fades i llegendes. Els contes de fades txecs van ser la seva primera obra literària que publicà de manera independent, amb la qual va guanyar experiència i va afinar les seves habilitats creatives i narratives.
Quan es va separar del seu marit, l'any 1861, va anar a Litomyšl, on estava preparant la seva obra completa per a la seva publicació quan va morir  víctima del càncer abans de complir els quaranta-dos anys: les seves restes reposen al cementiri de Vyšehrad.

## L'àvia
La novel·la més coneguda de Němcová porta el subtítol Quadres de la vida rural i tracta sobre una noia anomenada Barunka (un diminutiu de Barbora) i la seva infància amb la seva àvia al camp. El llibre es va inspirar en la pròpia infantesa de Němcová al poble de Ratibořice, on vivia amb els seus pares, els seus germans i l'àvia materna, Magdalena Novotná.
Tot i les dificultats de la seva vida, Božena Němcová va aconseguir concloure el 1854 la seva novel·la L'àvia, obra a la qual deu la seva fama com a escriptora. El personatge de l'àvia és un caràcter essencialment bo i d'esperit optimista, i l'obra més llegida de la literatura txeca, com corroboren les seves més de tres-centes cinquanta edicions, incloent-hi la versió a l'espanyol de 1925.

## Obra
Poesia
- Slavné ráno (Matí gloriós, 1846)

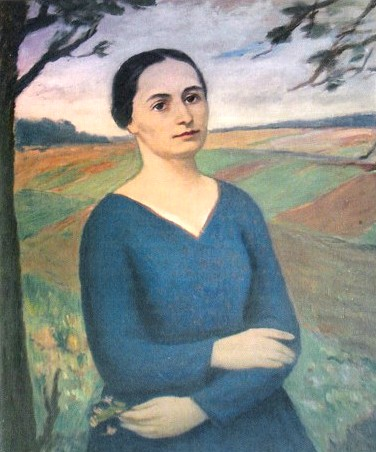
Božena Němcová, obra de Josef Voleský

- Ženám českým (A les dones txeques, 1843)
- Moje vlast (La meva pàtria, 1844)

### Novel·les i contes
- Domácí nemoc (Malaltia domèstica, 1846)
- Dlouhá noc (La llarga nit, 1846)
- Obrázek vesnický (Imatge del poble, 1847)
- Čertík (El diable, 1851)
- Baruška (1853)
- Pomněnka šlechetné duše (L'oblit d'una ànima noble, 1855)
- Sestry“ (Les germanes,1855)

- Karla (Carles, 1855)

- Divá Bára (Bara salvatge, 1856)

- Čtyry doby (Les quatre estacions,1856)

- V zámku a v podzámčí (Al castell i a la casa pairal,1857)

- Chudí lidé (Pobres, 1857)

- Dobrý člověk (L'home bo, 1858)

- Chyže pod horami (Caminant sota les muntanyes, 1858)
- Pan učitel (Senyor professor, 1860)

- Cesta z pouti (Viatge de pelegrinatge,1891)

### Contes de fades i llegendes
- Neohrožený Mikeš (Miquel sense por)
- O Popelce (Sobre la Ventafocs)
- Čertův švagr (El cunyat del diable)
- Sedmero krkavců (Set corbs)
- Čert a Káča (Diable i ànec)
- O Perníkové chaloupce (Sobre la casa de pa de pessic)
- O princezně se zlatou hvězdou (Sobre la princesa amb l'estrella d'or)
- Šternberk (Sternberg)
- Potrestaná pýcha (Orgull castigat)
- O Slunečníku, Měsíčníku a Větrníku (Sobre la llum del sol, la llum de la lluna i el molí de vent)
- O chytré princezně a Spravedlivý Bohumil (Sobre la princesa intel·ligent i el just Bohumil)
- Chytrá horákyně (Cremador intel·ligent)
- O Smolíčkovi (Sobre Smolick)
- O kohoutkovi a slepičce (Sobre el gall i la gallina)
- O zlatém kolovrátku (Sobre la roda daurada)
- Alabastrová ručička (Mà d'alabastre)
- O mluvicím ptáku, živé vodě a třech zlatých jabloních (Sobre un ocell parlant, aigua viva i tres pomeres daurades)
- O Nesytovi (Sobre Nesyt)
- Pohádka bez konce (Un conte de fades sense final)
- Jak se Honzík učil latinsky (Com Honzík va aprendre llatí)
- O labuti (Sobre el cigne)
- Divotvorná harfa (Arpa Miracle)
- O zakletém hadovi (Sobre la serp maleïda)

## Traduccions al català

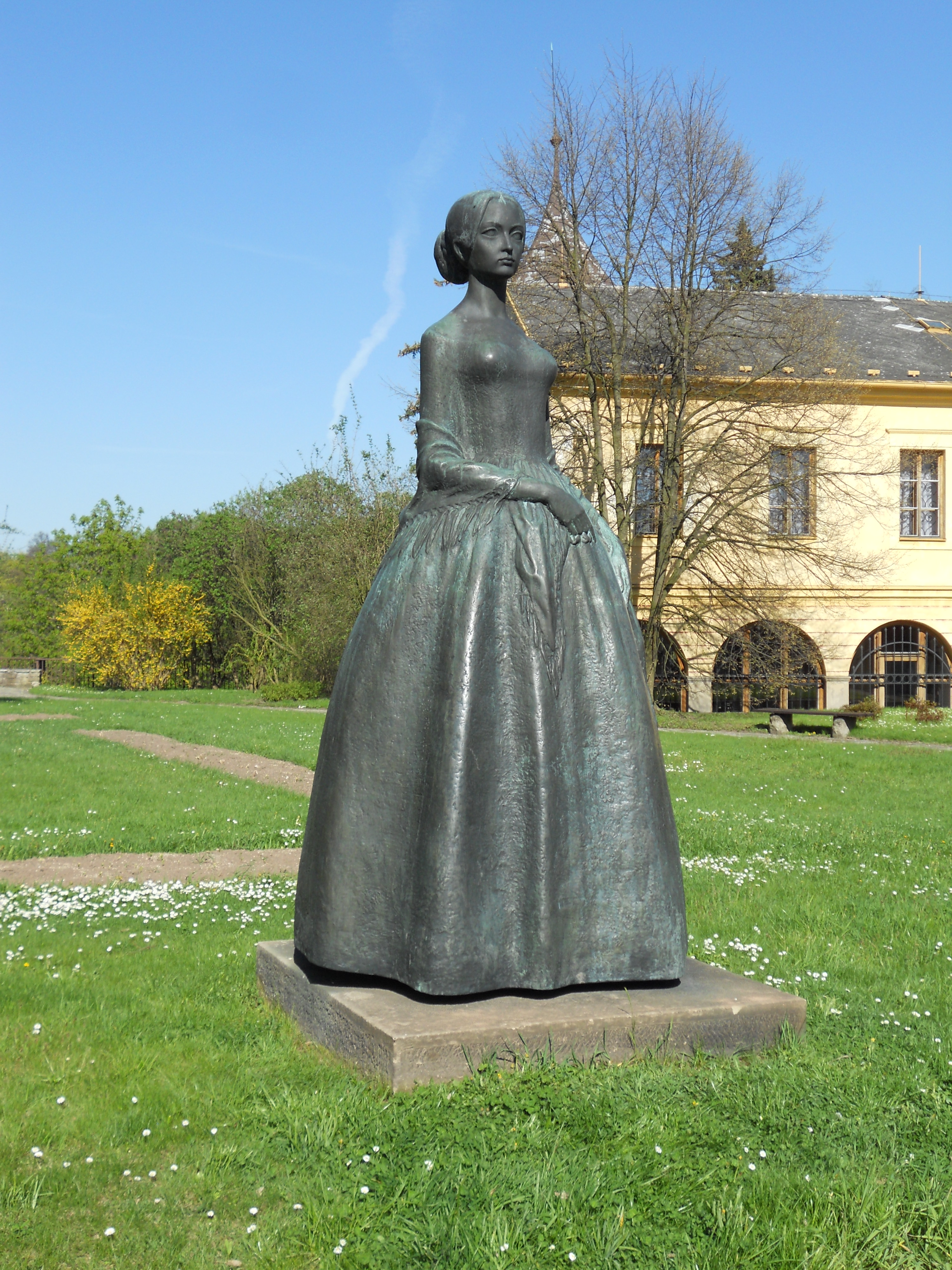
Monument a Božena Němcová, al museu de Česká Skalica

- Monument a Božena Němcová, al museu de Česká SkalicaL'àvia. Traducció directa del txec per Rodolf Slaby. Publicada per l'Editorial Catalana, dins de la col·lecció "Biblioteca Literària" (1924).
- Nostre Senyor i sant Pere. Traducció de Rodolf Slaby (1925).

## Reconeixement i memòria
El 1955 es va inaugurar una estàtua en memòria de l'escriptora Bozena Nemcová a l'Illa dels Eslaus (Slovanský ostrov), a Praga, davant del Palau Žofín.
En honor seu, la Unió Astronòmica Internacional va posar el seu nom a un cràter de Venus i a l'asteroide (3628) Božněmcová.